# سین جیم (فیلم)
سین جیم (انگلیسی: Q&A) فیلمی به کارگردانی سیدنی لومت است که در سال ۱۹۹۰ منتشر شد.

## بازیگران
- تیموتی هاتون
- نیک نولتی
- پاتریک اونیل
- لوئیس گازمن
- چارلز اس.داتون
- لئوناردو چیمینو
- پال کالدرون